# لینفورد
لینفورد (به انگلیسی: Lynford) یک روستا و محله مدنی در بریتانیا است که در Breckland District واقع شده‌است. لینفورد ۲۴٫۷۲ کیلومتر مربع مساحت و ۱۵۷ نفر جمعیت دارد.